# 9728 Videen
A 9728 Videen (ideiglenes jelöléssel (9728) 1981 EX38) a Naprendszer kisbolygóövében található aszteroida. Schelte J. Bus fedezte fel 1981. március 2-án.